# Hannovers voetbalkampioenschap 1919/20
In 1919/20 werd het vijftiende Hannovers voetbalkampioenschap gespeeld, dat georganiseerd werd door de Noord-Duitse voetbalbond. SV Arminia Hannover werd kampioen en plaatste zich voor de Noord-Duits eindronde. De club versloeg Geestemünder SC, ABTS Bremen en in de finale FC Borussia Harburg. Hierdoor plaatste de club zich ook voor de eindronde om de Duitse landstitel en werd daar in de eerste ronde verslagen door Stettiner FC Titania. 
Na dit seizoenherstructureerde de voetbalbond de Noord-Duitse competities en na enkele formules werd vanaf 1922 gestart met het voetbalkampioenschap van Zuid-Hannover-Braunschweig. 
De uitslagen van de competitie zijn niet meer bekend.

## Eindstand
| Plaats | Club                       | Wed. | W | G | V | Saldo | Ptn |
| ------ | -------------------------- | ---- | - | - | - | ----- | --- |
| 1.     | SV Arminia Hannover        |      |   |   |   |       |     |
| 2.     | Hannoverscher SV 96        |      |   |   |   |       |     |
| 3.     | Hannoverscher SC 02        |      |   |   |   |       |     |
| 4.     | FC Eintracht 1898 Hannover |      |   |   |   |       |     |
| 5.     | FC Sport Hannover          |      |   |   |   |       |     |
| 6.     | SpVgg Hannover             |      |   |   |   |       |     |
| 7.     | BV Werder 1910 Hannover    |      |   |   |   |       |     |
| 8.     | SV Linden 07               |      |   |   |   |       |     |

|  | Kampioen |